# Осторожно, религия!
«Осторожно, религия!» — художественная выставка, открытая 14 января 2003 года в Сахаровском центре, а после разгромленная из-за её "провокационного содержания". 18 января, на четвёртый день работы выставки, шесть мужчин учинили погром в выставочном помещении: били стёкла, ломали инсталляции, заливали картины краской из баллончиков.

## О выставке
В этой выставке участвовало 39 художников и две художественные группы. По Словам Юрия Самодурова ее успело посмотреть около двух десятков человек (не считая приглашенных на открытие). По жанру выставка "Осторожно, религия!" являлась выставкой актуального искусства. 
Первый экспонат представлял собой написанный автором на полотне оклад иконы размером в человеческий рост с отверстиями для лика, руки и книги. В состав работы входила также стопка книг различного содержания, размещенная на столике рядом с окладом, и установленный напротив оклада на треноге фотоаппарат с надписью, приглашавшей всех желающих сфотографироваться. 
Также, второй, экспонировалась композиция из трех водочных бутылок с тремя головками лука вместо пробок, такие бутылки с головками лука, по словам Самодурова "отчетливо походили на церковные колокольни". 
Третьим экспонатом экспонатом представлял собой среднего размера постер с "несколько стилизованным" ликом Христа, логотипом Соса-Соlа и надписью по-английски: "This is my blood" ("Сие есть кровь моя").
За ними следует выполненный в технике офорта или компьютерной графики лист примерно 40 на 30 см. размером (фото в неизвестной технике). На первом плане композиции была изображена  светящаяся и мерцающая на темном фоне листа, обнаженная и "целомудренная в своей красоте" фигура распятой на кресте женщины, а на заднем плане темным тоном была изображена с "усилием угадываемая" в полумраке фигура распятого на кресте мужчины.
Самодуров писал:
На выставке "Осторожно, религия!" было представлено и много других произведений, в которых религиозная, в том числе православная, символика вообще не использовалась. Например, замечательно веселой и остроумной была работа "Hello, Dolli" (большое панно-аппликация из ткани с изображением овечки Долли), представляющая шуточный отклик художника на то, как прямо на наших глазах возникает, может быть, новая религия, объектом поклонения в которой станет "Святая Долли". Как известно, овечка эта появилась на свет благодаря клонированию и, таким образом, стала как бы первым воплощением (пусть ущербным) мечты людей о физическом бессмертии. Глубокой и интересной по замыслу была, по-моему, серия цветных, возможно постановочных, фотографий, на которых были запечатлены сцены обыденной жизни, так как она течет за дверью почти любой квартиры. Автор фотографий как бы зафиксировал и разбил на семь сцен поток обычной жизни и акцентировал и привлек наше внимание к происходящему одним только коротким общим названием этих сцен: "Семь смертных грехов". Эта работа напоминает, что мы перестали замечать и ощущать и в своей жизни, и в жизни окружающих ее греховность, перестали обращать внимание на то, что является грехом. Кроме того, была веселая работа, шутливо выражающая существование в мире язычества, была трагическая работа, в которой "в лоб" была выражена идея, что в советском, равно как и в нацистском государствах люди с противоречащими власти убеждениями были вынуждены идти на крест, как первохристиане (почему-то и эти работы вызвали негодование, в первом случае - у уважаемой газеты, во втором - у погромщиков).

Были также одинаково негативно "отмеченные" поверхностной прессой и погромщиками трагические и острые по смыслу работы грузинского художника, представившего объект - вертикально стоящий на подставке нож с красиво вытравленной на обоих сторонах лезвия надписью "RELIGIYA" и композицию из четырех фотографий (размер фотографий 30 на 40 см.). Что касается ножа с надписью, смысл объекта прозрачен и воспринимается мгновенно: религия - вещь обоюдоострая. Композицию из фотографий расшифровать труднее, первая реакция (моя в том числе), - шок; когда начинаешь думать, понимаешь трагизм и глубину работы. На постановочной фотографии, помещенной в левом верхнем углу композиции, сфотографирована женщина, голова которой скрыта капюшоном, в одеянии, похожем на монашеское (вопрос, монашка это или нет, автор намеренно оставляет без ответа), женщина сидит на ступенях лестницы с раздвинутыми коленями, передний подол ее одеяния находится выше колен, при избранном автором ракурсе и перспективе - чуть снизу - вверх, вид у этой женской фигуры - сексуальный и провоцирующий. Справа от этой фотографии, на фотографии такого же размера, представлен портрет в профиль мальчика 13-14 лет, он в наушниках и внимательно слушает музыку плейера. Лицо мальчика сосредоточено и спокойно, его взгляд направлен в другую сторону от женской фигуры. Ниже - еще две фотографии; на одной - абстрактная композиция из нескольких пересекающихся лучей, наподобие траекторий космических частиц или следов от реактивного самолета, на другой - часть обнаженной женской ноги, выше резинки чулка, на бедре сделана "татуировка", вероятно, помадой - сердечко и надпись "Love". Я пишу длинно потому, что надо ведь словами рассказать то, что взглядом воспринимаешь в одну секунду, но что потом требует долгих размышлений. А смысл работы трагичный и глубокий - мальчик, лицо которого повернуто в сторону от всех - стоит и внимательно вслушивается в музыку, в себя самого и в свое одиночество на пороге жизненного пути, который неизбежно проляжет в мире соблазнов (эротические фотографии) и в мире вселенной (абстрактная композиция из лучей).
В СМИ упоминался и "стенд с изображением иконографии Спаса Нерукотворного, вместо лика которого вставлены фотографии Животворящего Креста Господня с развешенной на нем гирляндой из колбасных изделий." Однако, Самодуров выразил сомнение в существовании данного экспоната.

## Вложенные смыслы
Самодуров описывал вложенные смыслы о первом экспонате как: 
"Не сотвори себе кумира", иначе говоря, "не совершай подмены", "не возводи, не ставь на степень религиозной веры никакие собственные пристрастия и свою убежденность в правоте каких-либо теорий и учений, о которых ты можешь узнать из разных книг", "не убеждай никого как в религиозной истине в правоте тех взглядов и теорий, в которые ты веришь и считаешь истиной, потому что религиозные истины находятся только в Библии" и т.п.
При взгляде на названную работу и размышлении о ней этот смысл возникает в уме зрителей именно за счет того, что зрителям предоставляется совершенно неожиданная и ошеломляющая физическая возможность, просунув голову в отверстие оклада и взяв в руки какую-либо из лежащих рядом в стопке книг (одна из книг в стопке была религиозного характера), мысленно представить себя "на месте Бога" с "любой книгой вместо Библии".
О втором экспонате Самодуров выразился так:
Во-первых, лаконичной и неожиданной для зрителей моделью церковных колоколенок из водочных бутылок и луковичных головок автор совершенно прозрачно и внятно выразил достаточно широко распространенное сегодня в российском обществе критическое отношение к тому, что церковь часть своих доходов получает не из вполне достойных ее источников, во-вторых, автор, создал остроумный и очень лаконичный образ того, что, к сожалению, многие серьезные и глубокие проблемы жизни и даже мировоззрения по традиции решаются у нас в стране за бутылкой.
Самодуров описывал вложенные смыслы третьего экспоната как:
Смысл ее, по-моему, хорошо передается словами "не торгуй тем, чем нельзя торговать" (нельзя торговать убеждениями, нельзя спекулировать на доверии или на вере других людей кому-либо или во что-либо и т.д.). Этот смысл восходит к духу христианской заповеди: не обращай имя Бога ни на что, кроме него самого. Автор выразил этот смысл простым, точным приемом (взятым из современной рекламы и намеренно доведенным до логического и абсурдного предела), а именно - безграничное желание любой ценой навязать людям что бы то ни было (даже доказать ту истину, в которой ты уверен) находит свое адекватное образное выражение в том, что об обычной банке кока-колы сам Христос сообщает зрителям, что в этой банке якобы заключена частица Бога - "This is my blood". Ирония обращена не на Христа, а на существенные и очень неприятные черты современной ситуации, в частности, на то, что имя Бога используется для санкционирования или освящения того, что Богом не является (государство, бизнес или внутренний мир и убеждения людей).[1]

## История
Одна из участниц выставки, а позднее обвиняемая Таганским Московским судом А. А. Михальчук считала, что название выставки подразумевало, как «бережное отношение к религиям, так и, возможно, какую-то критику по отношению к проявлениям фундаментализма в религии».
По сообщению агентства «Интерфакс», 18 января около полудня группа из шести человек (Михаил Люкшин, Анатолий Зякин, Владимир Сергеев, Николай Смахтин, Алексей Кульберг, Григорий Гарбузов) разгромила выставочный зал музея, уничтожив часть экспонатов.
Люкшин и Зякин были задержаны на месте происшествия. По факту хулиганства следователь управления внутренних дел Центрального административного округа Роман Фролов возбудил уголовное дело против обоих хулиганов, а Замоскворецкий суд Москвы, признав обоих подозреваемыми, определил меру пресечения — подписку о невыезде.
10 февраля Ирина Ратушинская, Анатолий Корягин и некоторые другие бывшие политзаключённые выступили письмом протеста против издевательства над верой, в котором осуждались подобные антирелигиозные выставки, также отмечалось, что при публикации этого письма «либеральная цензура была на страже».
11 августа 2003 года Замоскворецкий суд признал незаконным возбуждение уголовного дела против Люкшина и Зякина. В интервью РИА Новости Люкшин заявил, что его мнению:
В наших действиях нет состава преступления и нет хулиганства. Мы не совершили противоправных действий. Напротив, организаторы выставки являются нарушителями закона. Мы стремились воспрепятствовать преступлению.

## Участники выставки и работы
- Анна Альчук – "Откуда и Кто?"
- Татьяна Антошина – Металлический оклад.
- Константин Батынков – "Семь смертных грехов"
- Ирина Вальдрон – "Hello, Dolli!"
- Герман Виноградов[12] – Три работы. "Anima". "Святой с о-ва Новая Гвинея"
- Ваграм Галстян (Армения) – Инсталляция
- Омар Годинес (Куба) – Инсталляция.
- Алина Гуревич. – Инсталляция
- Александр Дорохов – Три работы.
- Елена Елагина – Фото
- Илико Зауташвили (Грузия) – Объект
- Нарине Золян –  "Доверяй своему вкусу". Две работы. Инсталяция.
- Алиса Зражевская[12] – "Не сотвори себе кумира"
- Арутюн Зулумян –  "Забытые заветы"
- Аида Зулумян-Бабаджанова
- Яков Каждан – "Одежда для мессии"
- Магомед Кажлаев[12] – "Молитва 1", "Молитва 2".
- Наталья Каменецкая. – Панно.
- Александр Косолапов – "This is my blood"
- Нина Котел
- Вадим Кругликов – Коллаж. Объект.
- Олег Кулик[12] – Фото
- Марина Любаскина-Шульц (Германия) – "Письма Ленина…"
- Анна Кузнецова. – "Святой Дени"
- Олег Мавроматти – "Фонтан"
- Наталья Магидова[12] – "Свято место пусто не бывает".
- Владислав Мамышев-Монро – "Осторожно, религия!"
- Александра Митлянская – "Last supper"
- Анастасия Нелюбина – Офорт
- Марина Обухова[12] – "Новая религия"
- Валерий Орлов[12] – "Last supper"
- Александр Петрелли
- Александр Подосинов[12] – Фото
- Мария Пожарицкая[12] – Объект
- Николай Полисский – "Семь смертных грехов"
- Боряна Росса – "Фонтан"
- Александр Савко
- Вера Сажина[12] – Инсталляция.
- Оксана Саркисян[12] – фото акция "ХВ" 1999 г.
- Коми Сасаки (Япония) – "Лампа и сеть"
- Александр Сигутин[12] – "Слова, подобные полету". "Художнику на заметку".
- Синий суп – Видео.
- Авдей Тер-Оганьян – Иконы на картоне.
- Александра Турецкая. Фоторепродукция
- Андрей Филиппов – Белая снежинка в рамке под стеклом.
- Василий Флоренский[12] – "РПЦ"
- Валерий Шечкин[12] – "Непротивление злу насилия" [13]

## Судебное разбирательство
28 марта 2005 года Таганский суд Москвы признал директора Музея и общественного центра имени Андрея Сахарова Юрия Самодурова и сотрудницу центра Людмилу Василовскую — организаторов выставки — виновными в разжигании национальной и религиозной вражды. Самодуров и Василовская подали жалобу в Европейский суд по правам человека, который направил российскому правительству вопросы по делу организаторов выставки «Осторожно, религия!» Юрия Самодурова и Людмилы Василовской, со сроком ответов до 13 апреля 2010 года.

## В искусстве
Владимир Сорокин упоминает выставку в своём романе-антиутопии: «День опричника»:

«На втором канале <шведской радиостанции „Парадигма“ для наших интеллектуалов-подпольщиков> — двадцатипятилетний юбилей выставки „Осторожно, религия!“. Медалью „Пострадавшим от РПЦ“ награждают какую-то старушку, участницу легендарной мракобесной выставки. Дрожащим голоском бабуля пускается в воспоминания, лепечет про „бородатых варваров в рясах, рвущих и крушащих наши прекрасные, чистые и честные работы“». 

## Оценки
Юрий Самодуров: «Вероятно, такого звонкого и удивительного по своей направленности „резонанса“ не было ни у одной из выставок ни в СССР, ни в постсоветской России. Даже посещение и закрытие в декабре 1962 г. Хрущевым выставки художников-авангардистов в Манеже и разгром в Москве властями знаменитой „бульдозерной выставки“ в сентябре 1974 г. „закончились“ не возбуждением уголовных дел, а тремя встречами Хрущева с художниками и творческой интеллигенцией, разрешением властей организовать в Измайловском парке первую выставку неофициального искусства и организацией при Московском городском объединённом комитете художников-графиков секции живописи, в которую предлагалось войти всем художникам-нонконформистам».
Православный священник Павел Великанов в 2010 году сравнил данную выставку с организованной в том же году протоиереем Максимом Козловым выставкой «Двоесловие-Диалог» и констатировал: «Если бы выставка „Двоесловие/Диалог“ состоялась лет эдак десять тому назад, есть все основания полагать, нечего было бы громить православным ревнителям в 2003 г. Ведь актуальное искусство — всегда крик, чаще всего — нервный, если не сказать — истерический, но всегда — более чем искренний. Кричат, когда больно. Своим голосом и невпопад кричат только живые; зомби кричать могут только хором и по команде. Актуальное или альтернативное искусство — крикливый вызов культуре не то что заблудившейся, а смертельно уставшей от своего постоянного блуда».

### Поздние оценки
Спустя 20 лет митрополит Евгений (Кульберг) оценивал свои действия как правильные: «Меня много раз спрашивали, пожалел ли я о том, что тогда произошло. И я все больше убеждаюсь, что при толерантности правоохранителей к кощунству и к поруганию святынь на тот момент в нашей стране другого пути просто не было. Сегодня можно сказать, что разгром выставки и последующие судебные разбирательства стали важным этапом в современной истории России, верной традиции и вере предков. Сегодня все по-другому. Мы, общество, учимся, мы меняемся и очень часто в лучшую сторону. Слава богу, в наши дни представить подобную выставку в нашей стране просто невозможно».
Протоиерей Александр Шаргунов, настоятель московского храма святителя Николая в Пыжах (группа людей, разгромивших выставку, были алтарниками именно этого храма), и спустя 20 лет оценивал данный поступок как единственно приемлемый: «В истории человечества нам известно великое множество примеров ограждения святыни от поругания. Сам Господь наш Иисус Христос опрокинул столы меновщиков, которые сделали святой храм Божий вертепом разбойников, и бичом изгнал из храма торговцев. Святые пророки Божии, такие как Моисей и Илия, уничтожали идолов. Святые апостолы Иоанн Богослов и Андрей Первозванный, как читаем мы в их житиях, разрушали языческие капища. Святые мученики, такие как великомученик Георгий Победоносец, мученик Евгений Трапезундский, мученик Полиевкт, мученицы Параскева, Татьяна, равноапостольная Нина повергли на землю богомерзких бездушных истуканов. Их примеру последовал равноапостольный император Константин Великий и великий князь Владимир. Святая мученица Феодосия дева сбросила с лестницы воина-иконоборца, который намеревался осквернить святую икону на городской стене. Неужели у кого-то повернется язык, чтобы обвинить Господа и Его святых в вандализме и хулиганстве? Если только найдутся люди, подобные тем иудеям, которые „как будто на разбойника“ вышли на Христа в Гефсиманском саду с кольями и мечами. А затем кричали Пилату: „Распни, распни Его“».

## Прочие сведения
- Заключение экспертов по делу выставки «Осторожно, религия!» стало непосредственным толчком к созданию Авдеем Тер-Оганьяном в 2004 году серии работ «Радикальный абстракционизм»[22]. По иронии судьбы именно эти работы оказались в 2010 году запрещёнными Министерством культуры РФ к участию в выставке «Русский контрапункт» в Лувре[23].
- По утверждению В. Сергеева (руководителя группы, напавшей на Сахаровский центр), архиепископ Истринский Арсений дал обещание после того, как будет выигран суд, наградить православных граждан, разгромивших выставку «Осторожно, религия!», но позднее не выполнил его[5].
- 11 апреля 2008 года в реке Шпрее (Берлин) найдено тело одной из организаторов и участниц выставки Анны Альчук, по версии полиции, покончившей жизнь самоубийством[24].
- 16 марта 2013 года на острове Бали найдено тело второго из участников выставки Владислава Мамышева-Монро, по предварительной версии утонувшего в бассейне[25].